# Francesco Caratti
Francesco Caratti (mezi 1615–1620, Bissone, kanton Tessin, Švýcarsko – 1677, Praha) byl architekt a stavitel raného baroka v Čechách. K jeho nejznámějším dílům se řadí Černínský palác na Hradčanech a Michnův palác na Malé Straně. Za jeho autorské dílo je považováno i západní průčelí kostela sv. Jiří na Pražském hradě, kde velmi originálně propojil původní románskou baziliku s novým průčelím.
Francesco Caratti byl společně s architekty Carlem Luragem a Giovanni Domenico Orsinim nejvýznamnějším barokním architektem v Čechách a na Moravě.

## Život
Svoje učební léta prožil převážně ve Vídni ve službách S. M. Caesarea. V rakouském hlavním městě však nenajdeme budovy, které by mu bylo možné připsat, dokonce ani jako spolupracovníkovi. Jeho kariéra začala po přestěhování na Moravu. V roce 1645 pracoval pro knížete Lichtenštejna ve Valticích na Moravě, kde společně s Pietro Maternou postavil dvě fontány.
Jeho pobyt v Praze je doložen od roku 1652, i když se má za to, že do Prahy přišel již ve 40. letech. Pracoval převážně pro šlechtické rody (Michnové z Vacínova, Černínové, Thurnové, Morzinové) a jejich prostřednictvím pro dominikány a jezuity. 
Nejznámější a nejhodnotnější díla postavil až po přestěhování do Prahy, kde žil a pracoval až do své smrti. Jeho žákem byl Giovanni Battista Maderna. 

## Stavby
Jeho umělecká tvorba výrazně převyšuje průměr tehdejší raně barokní architektury v Čechách. Jsou zřetelně vidět vlivy vídeňského prostředí, ale osvědčuje i znalost architektury římské a severoitalské v 16. století. K jeho nejvýznamnějším a doloženým dílům patří dnes již zaniklý dominikánský kostel sv. Maří Magdaleny na Malé Straně (dnes České muzeum hudby). Postavil také Černínský palác v Praze na Hradčanech (dnes Ministerstvo zahraničních věcí), který připomíná stavby Palladiovy, ale dociluje v kolosálním měřítku jiného účinku, než stavby renesanční a manýristické. I další jeho dílo má vysokou kvalitu a podobné slohové rysy – severní rizalit zahradního traktu Michnovského paláce na Malé Straně. Ušlechtilou klasickou vyvážeností a použitím přísného geometrického řazení pilastrů a říms připomíná římskou architekturu.

### Michnův palác (1644–1645)

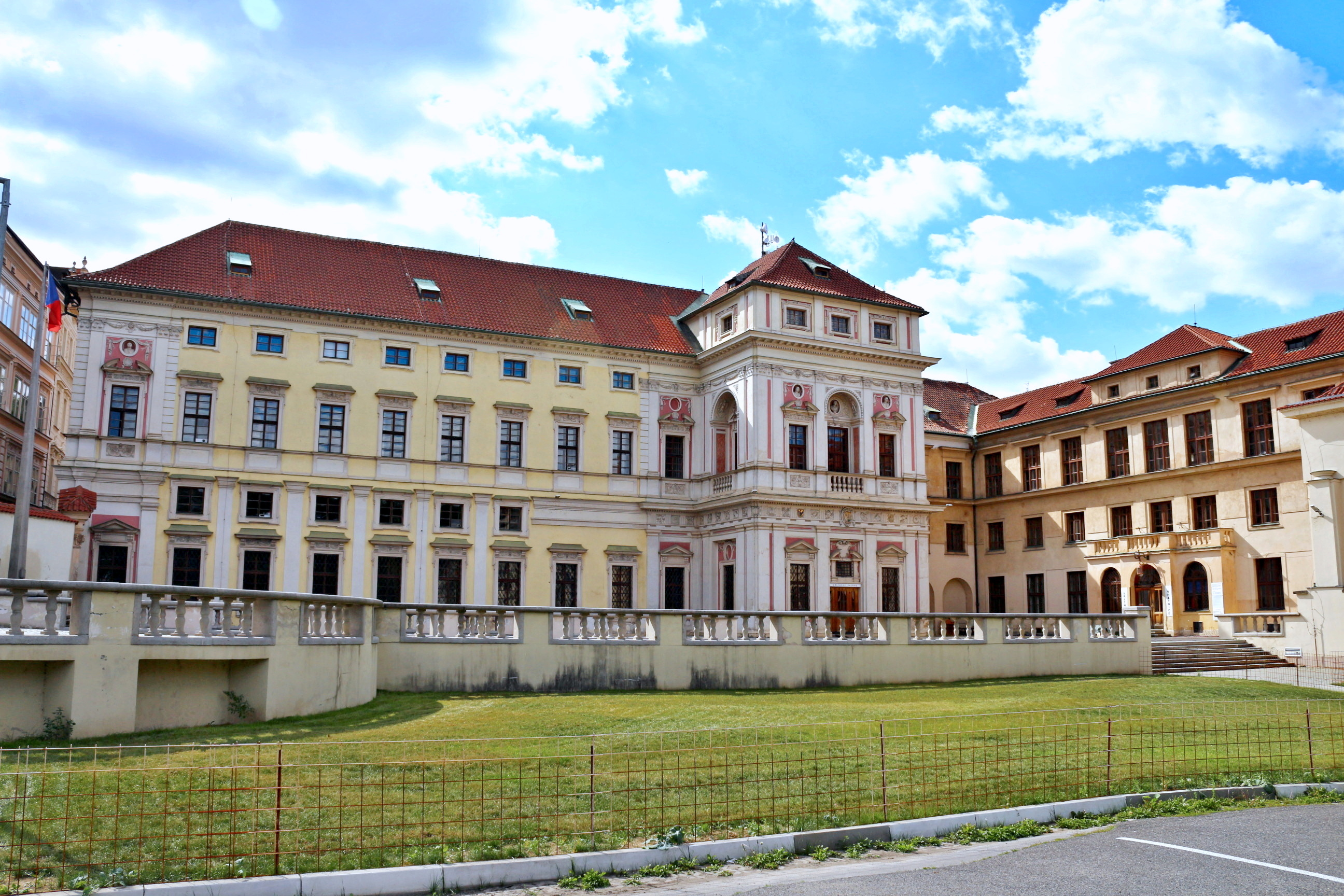
Michnův palác

Po přestěhování do Prahy dostal zakázku na stavbu paláce hraběte Michny v Karmelitské ulici na Malé Straně. Výsledkem jeho práce byl palác považovaný za reprezentanta výtvarně nejčistší italské architektury 16. století v Čechách.
Původně zde stála vila, kterou roku 1618 nechal Jindřich Matyáš Thurn upravit na pohodlnou renesanční vilu. Po Bílé hoře však musel emigrovat a jeho žena ji byla nucena v roce 1623 pod cenou prodat. Kupcem byl jeden z pětice největších válečných zbohatlíků Pavel Michna z Vacínova. Michna chtěl vilu přestavět na reprezentační barokní palác.  V roce 1631 však nečekaně zemřel a v díle pak pokračovali jeho syn Karel Alexandr a po jeho smrti 1637 jeho mladší bratr Václav Jan. Tomu se podařilo získat talentovaného stavitele a architekta Francesca Carattiho.
Francesco Caratti přebudoval zahradní průčelí paláce ve stylu italské vilové architektury 16. století. Najdeme zde mnoho architektonických prvků z vil Medici a Borghese v Římě. Chtěl postavit nejenom reprezentativní vilu, ale i vilu se zdobnou ušlechtilostí. Původní budova byla navýšena a renesanční arkády zazděny. Celkové barevné ladění je v kombinaci bílé a černé barvy tak, aby to připomínalo mramor. V  interiérech se nachází bohatá štuková výzdoba, která je dokonalou ukázkou českého raného baroka.

### Menší stavby raného období
V Praze na Starém Městě dokončil osmibokou kopuli s ochozem v kostele sv. Salvátora (mezi 1648 a 1649) a jeho sloupoví (mezi 1653 a 1659). Celá stavba kostela sv. Salvátora je mistrovským dílem třiadvacetiletého Carla Antonia Luraga. Traduje se, že využil znalosti plánu jezuitského kostela v Innsbrucku z roku 1629.
V letech 1652 až 1656 pracoval na rekonstrukci hradu v Roudnici, který patřil šlechtickému rodu Lobkoviců. V letech 1660–1665 navrhl a podílel se na realizaci Nostického paláce (také na Malé Straně). V roce 1662 navrhl kamennou fontánu u sochy sv. Jiří na Pražském hradě.
V letech 1656–1678 navrhl a realizoval stavbu kostela sv. Máří Magdalény na Malé Straně pro řád dominikánů. Sponzorem byl šlechtický rod Michnů a protože neměli dostatek peněz, práce postupovaly velmi pomalu. Přesto vznikla mimořádná stavba se dvěma zvonicemi, klenutou kopulí a nápaditým průčelím, kterou roku 1709 dokončil Kryštof Dientzenhofer. (Dominikáni budovali kostel padesát let, užívali jej osmdesát let, ale roku 1783 byl kostel zrušen v rámci církevních reforem Josefa II. Dnes budova patří Národnímu muzeu a je v ní České muzeum hudby.)

### Černínský palác (1669–1694)
Jednou z jeho největších zakázek je palác hraběte Černína na Hradčanech. Stavěl podle plánů samotného Giana Lorenza Berniniho, neboť zadavatel Humprecht Černín chtěl, aby jeho palác patřil k nejlepším a největším v Praze. To se mu také podařilo, neboť navzdory pohnutému osudu je Černínský palác jednou z nejpozoruhodnějších barokních staveb 17. století v Praze.

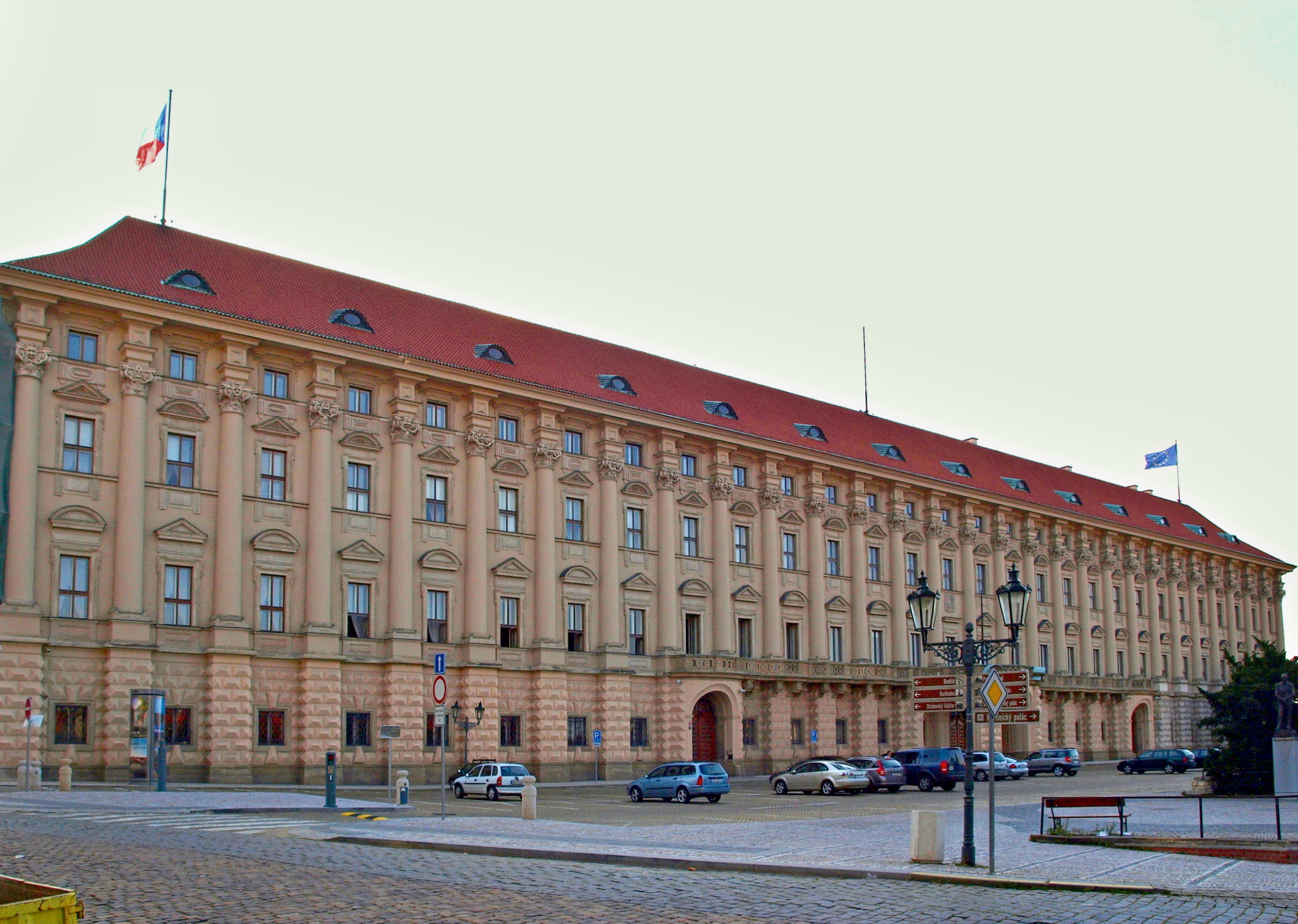
Černínský palác

V lednu 1668 připravil první plány a v květnu 1669 se stal zodpovědným za projekt a stavbu paláce. Výkopové práce začaly ještě před podepsáním smlouvy 1669. Potýkal se s mnoha komplikacemi a hlavně se musel vyrovnat s velmi úzkým a členitým pozemkem. Dvěma dvory skryl nepravidelnost parcely. Celý komplex důmyslně vybudoval na dvou navzájem kolmých osách a terén zahrady koncipoval do dvou úrovní. Velkolepé 135 m dlouhé průčelí rozčlenil třiceti vysokými průběžnými polosloupy. Dominantou přízemí se stala arkádová chodba protínající celou budovu, na obou koncích uzavřená schodištěm. Tím se umělec postaral o monumentalitu vstupního prostoru.
Po čtyřech letech byla hrubá stavba hotová a začaly práce na interiérech. Byla to však poslední práce Francesca Carattiho, neboť v roce 1677 zemřel. Naštěstí si stihl vychovat nástupce Giovanniho Battistu Madernu.

### Menší stavby pozdního období
V posledních letech svého života se kromě stavby Černínského paláce podílel na rekonstrukci nebo stavbě budov i mimo Prahu. Na konci roku 1669 navrhl kostel a zvonici v Kosmonosech. V Nejdku a Stružné v roce 1669 dohlížel na stavbu hradu. V roce 1671 plánoval obnovu pevnosti Andělská Hora, v letech 1670 až 1672 byl podle jeho projektu postaven dům farního kněze v Jesenicích, v roce 1672 navrhl lovecký zámeček u Dolního Bousova.
V letech 1669, 1671 a 1673 pracoval pro hraběte Slavatu. Proto mu je připisována s jistými pochybnostmi i rekonstrukce pražského Slavatova paláce. Pravděpodobně se podílel i na návrhu kostela Nejsvětější Trojice v Klášteru u Nové Bystřice v jižních Čechách (1667–1976).

## Dílo
- Carattiho prací je zřejmě západní průčelí románské baziliky sv. Jiří na Pražském hradě
- navrhl kašnu pod sochu sv. Jiří na Pražském hradě (realizována G. B. Spinetou (*? ; +3. 11. 1663); dnes části na Nám. U Sv. Jiří a III. nádvoří)
- navrhl okrouhlou kapli na starém hradě Petršpurku nad Petrohradem u Loun
- nelze vyloučit, že se ve službách Michnů Caratti podílel na výstavbě kaple P. Marie Einsiedelnské v Radíči, která byla úplně dokončena r. 1676
- mohl pracovat i pro Václavova bratrance Viléma Bedřicha Michnu v Chyši, který zde tehdy finančně podporoval výstavbu karmelu (1660–1663)
- navrhoval drobné úpravy na zámku v Nejdku
- pracoval ve Stružné (tehdy ještě Kysiblu),
- později pracoval na hradě Kosti a loveckém zámečku Humprecht (oboje u Sobotky), a v Kostomlatech pod Milešovkou
- v Kosmonosech stavěl kostel sv. Kříže, k němuž vypracoval i plány, a později k němu stavěl samostatnou zvonici. Plány na zvonici zhotovil v roce 1672 a měl nad její stavbou i vrchní dohled
- v roce 1670 vypracoval plány pro přestavbu Loubského domu (čp. 175/III) na Malé Straně ve Sněmovní ulici. Není známo, zda byla přestavba domu realizována
- v r. 1671 vypracoval plány na opravu hradu Andělská Hora
- v roce 1672 se účastnil nevelké opravy černínské kaple s oltářem sv. Tomáše z Villanovy v kostele Neposkvrněného Početí Panny Marie Hybernského kláštera (Nové Město pražské)
- na počátku r. 1673 rýsoval návrhy na profesní dům jezuitů (čp. 2/III) na Malé Straně
- pro Černíny vypracoval návrh na odpočinkový dům („rybářskou chatu“) v Dolním Bousově
- kolem r. 1673 provedl návrh (zachovaný) na nový palác, jenž měl stát v místech dnešních domů čp. 174 a 175/IV na Hradčanech. K realizaci nikdy nedošlo
- připisuje se mu dům svatovítských proboštů (čp. 48/IV) na Pražském hradě